# NGC 251

NGC 251

NGC 251 هي مجرة حلزونية تقع في كوكبة الحوت. تم اكتشافها في 15 أكتوبر 1784 من قبل فريدريك وليام هيرشيل

## وصلات خارجية
- NGC 251 على موقع ويكي سكاي: DSS2, SDSS, GALEX, IRAS, Hydrogen α, X-Ray, Astrophoto, Sky Map, Articles and images